# 換身物語
《換身物語》（日语：とりかへばや物語）是日本平安時代末期的文學作品，作者不詳，現存四卷

## 概要
《換身物語》是由鐮倉時代的故事《換身》（日语：とりかへばや，為古文的「真想交換過來」。）所改編，故後者又被稱為《古換身》，《換身物語》稱為《今換身》。

## 故事大綱
關白左大臣有一雙子女，姊姊「若君」性格陽剛，弟弟性格溫婉人稱「姫君」，其父感嘆「真想（將這兩人）交換過來」。待年紀漸長，姊姊被當成公子並入朝為官，弟弟則被當成小姐且進宮成為侍女。